# Траоре, Диарра
Диарра Траоре (фр. Diarra Traore; 1935 — 8 июля 1985, Конакри) — политический и военный деятель Гвинеи, премьер-министр Гвинейской республики с 3 апреля по 18 декабря 1984 года.

## Биография
Родился в семье, представляющей народность мандинка. Выбрав военную карьеру в гвинейской армии, военную подготовку в военной школе во Фрежюсе (Франция).
После обретения Гвинеей независимости в 1958 году ему сначала поручили командовать гарнизоном в Кундаре, затем округе Фута-Джаллон. В конце 1970-х годов вступил в Демократическую партию Гвинеи. Дослужился до звания полковника. Был председателем военного комитета лагеря Самори, членом Центрального комитета Демократической партии Гвинеи. Однако президент Ахмед Секу Туре ему не полностью доверял, поэтому он был уволен из армии и назначен губернатором одной из провинций, откуда его регулярно переводили на различные должности.
Один из главных организаторов переворота 3 апреля 1984 года, член Военного комитета национального возрождения.
5 апреля 1984 года назначен на пост премьер-министра Гвинеи.
18 декабря 1984 года пост премьер-министра был упразднён, назначен министром национального просвещения.
4 июля 1985 года предпринял попытку вооруженного захвата власти и свержения президента Лансаны Конте, находившегося на африканском саммите в Того. Не был поддержан армией и населением и потерпел поражение. Попытался скрыться, но был пойман и показан по телевидению в сильно избитом виде. Неудачная попытка переворота привела к этническому конфликту и уничтожению поддержавших Траоре офицеров и солдат из народности мандинка военными из народности сусу.
Казнён 8 июля 1985 года в столичной тюрьме.